# Introbio
Introbio é uma comuna italiana da região da Lombardia, província de Lecco, com cerca de 1.605 habitantes. Estende-se por uma área de 25 km², tendo uma densidade populacional de 64 hab/km². Faz fronteira com Barzio, Gerola Alta (SO), Pasturo, Premana, Primaluna, Valtorta (BG).

## Demografia
| Variação demográfica do município entre 1861 e 2011                               |
|                                                                                   |
| Fonte: Istituto Nazionale di Statistica (ISTAT) - Elaboração gráfica da Wikipedia |